# Слављевићи (Трново)
Слављевићи су насељено мјесто у општини Трново, Федерација БиХ, Босна и Херцеговина.

## Становништво
|         | 2013.      | 1991.        | 1981.        | 1971.         |
| Укупно  | 7 (100,0%) | 37 (100,0%)  | 99 (100,0%)  | 128 (100,0%)  |
| Бошњаци | 7 (100,0%) | 32 (86,49%)1 | 93 (93,94%)1 | 110 (85,94%)1 |
| Срби    | –          | 5 (13,51%)   | 6 (6,061%)   | 18 (14,06%)   |

1. 1 На пописима од 1971. до 1991. Бошњаци су пописивани углавном као Муслимани.